# Société japonaise des droits des auteurs, des compositeurs et des éditeurs
La Société japonaise des droits des auteurs, des compositeurs et des éditeurs (社団法人日本音楽著作権協会, Shadanhōjin Nihon Ongaku Chosakuken Kyōkai), souvent référée à la JASRAC (ジャスラック, Jasurakku) est une société de gestion des droits d'auteur. Elle a été fondée en 1939 en tant qu'organisation à but non lucratif, et est la plus grande administration du copyright au Japon.
En 2006, la JASRAC a pris des mesures juridiques en demandant que près de 30 000 vidéos mettant en vedette des chansons ou des clips qui violaient les droits d'auteur de Sony Music Entertainment Japan, Avex Japan, Pony Canyon, JVC Victor, Warner Japan, Toy's Factory, et Universal Japan soient retirées du site de partage vidéo YouTube.
En avril 2008, la FTC (Fair Trade Commission) attaque en justice le siège de la JASRAC à Tokyo, la soupçonnant de violer la loi japonaise sur l'antimonopole. En février 2009, la FTC juge que le système empêche d'autres entreprises d'entrer dans la collection de droits d'auteurs et des frais de gestion d'entreprises.
En février 2009, une ordonnance de cesser a été émise par la FTC exigeant que la société mette fin à sa couverture des frais de système. En vertu de ce système, les stations de radio et de télévision sont autorisées à utiliser en illimité les droits d'auteur gérés par la JASRAC pour un montant forfaitaire de 1,5 % sur leurs revenus de radiodiffusion annuels.